# پرتو آلو استلویو
پرتو آلو استلویو (به ایتالیایی: Prato allo Stelvio) یک کومونه در ایتالیا است که در تیرول جنوبی واقع شده‌است. پرتو آلو استلویو ۵۱٫۴ کیلومتر مربع مساحت و ۳٫۴۷۴ نفر جمعیت دارد و ۹۱۵ متر بالاتر از سطح دریا واقع شده‌است.